# Zuid-Afrika op de Olympische Zomerspelen 1936
Zuid-Afrika nam deel aan de Olympische Zomerspelen 1936 in Berlijn, Duitsland. Na zes edities waarin telkens minimaal een gouden medaille werd gewonnen, bleef dit keer het goud achterwege.

## Medailles

### 2Zilver
- Charles Catterall — Boksen, mannen vedergewicht

Afghanistan · Argentinië · Australië · België · Bermuda · Bolivia · Brazilië · Brits-Indië · Bulgarije · Canada · Chili · Colombia · Costa Rica · Denemarken · Duitsland · Egypte · Estland · Filipijnen · Finland · Frankrijk · Griekenland · Groot-Brittannië · Hongarije · IJsland · Italië · Japan · Joegoslavië · Letland · Liechtenstein · Luxemburg · Malta · Mexico · Monaco · Nederland · Nieuw-Zeeland · Noorwegen · Oostenrijk · Peru · Polen · Portugal · Republiek China · Roemenië · Tsjecho-Slowakije · Turkije · Uruguay · Verenigde Staten · Zuid-Afrika · Zweden · Zwitserland